# Seroczyn (gmina)
Seroczyn – dawna gmina wiejska istniejąca w XIX wieku w guberni siedleckiej. Siedzibą władz gminy był Seroczyn.
Za Królestwa Polskiego gmina Seroczyn należała do powiatu siedleckiego w guberni siedleckiej.
Brak informacji o dacie likwidacji gminy, lecz w wykazie z 1889 roku gmina jest już zniesiona, a Seroczyn należy do gminy Wodynie.